# 카스파르 타임소
카스파르 타임소(에스토니아어: Kaspar Taimsoo, 1987년 4월 30일~)는 에스토니아의 조정 선수이다. 그는 올림픽에 5회 연속으로 참가했으며 2016년 하계 올림픽에서 남자 쿼드러플 스컬 종목 동메달을 획득했다. 또한 세계 선수권 대회에서 동메달 3개를 획득했다.